# Fahrudin Melić

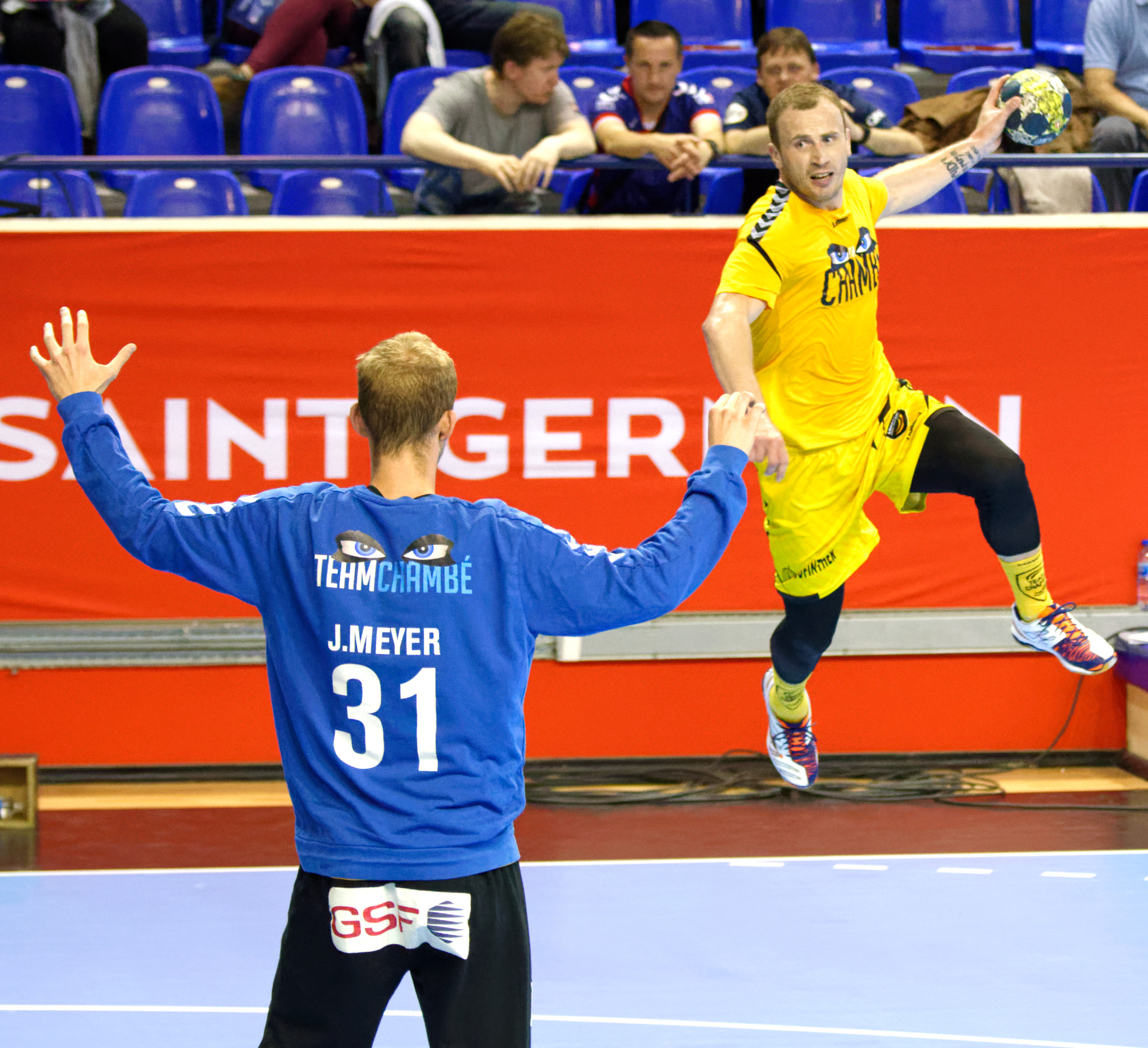
Fahrudin Melić à l'échauffement face à son coéquipier de Chambéry, Julien Meyer, le 31 mai 2018.

Fahrudin Melić, né le 22 juillet 1984 à Prijepolje, est un joueur de handball monténégrin, évoluant au poste d'ailier droit. Il est l'un des éléments de l'équipe du Monténégro. En club, il se révèle avec l'équipe croate de nexe en 2023/2024   qui évolue en European league . Après trois saisons au Paris Saint-Germain Handball, Melić rejoint le Chambéry Savoie Mont-Blanc Handball en 2016, avec lequel il remporte la Coupe de France 2019.

## Biographie

### Gorenje Velenje
Lors de la première saison avec son nouveau club, Melic inscrit 34 buts en Coupe de l'EHF 2011-2012 puis 59 buts l'année suivante en Ligue des champions. 

### Paris
En début d'année 2013, il signe un contrat de 2 ans au Paris Saint-Germain Handball à compter de la saison 2013-2014. Au PSG, il remporte le titre de champion de France 2015, la Coupe de France en 2014 et 2015, le Trophée des Champions en 2014 et 2015. En février 2015, il prolonge son contrat de 2 saisons supplémentaires mais, avec l’arrivée de Noka Serdarušić, il voit son temps de jeu réduit aux dépens de Luc Abalo et Benoît Kounkoud et dès novembre 2015, le Chambéry Savoie Handball annonce son arrivée en Savoie au titre de la saison 2016-2017 pour un contrat de 3 ans.

### Chambéry
Arrivé à Chambéry, il trouve très vite ses repères et s'impose rapidement comme un cadre de l'équipe. Il est élu à de nombreuses reprises joueurs du mois par les supporters du club. 
La saison 2018-2019 est une saison historique pour le club qui termine 3ème du Championnat et remporte la première Coupe de France de l'histoire du club. Fahrudin termine 4ème meilleur buteur du championnat avec 146 buts et est élu meilleur ailier droit du Championnat. Au cours de la saison, il prolonge également son contrat avec le club pour deux saisons, jusqu'en 2021.
La saison 2019-2020 est décevante pour le Chambéry Savoie Handball qui finira 9ème du Championnat à la suite de l'arrêt prématuré de la saison en conséquence de la pandémie de Covid-19. Fahrudin aura été un des rares joueurs de l'équipe à tirer son épingle du jeu. Au mois de juin 2020, le club annonce que Fahrudin Melić n'ira pas au terme de son contrat. Il s'engage pour deux saisons avec le club de Saint-Raphaël Var Handball.
Faruhnin Melić a joué 4 saisons au Chambéry Savoie Handball, remportant une Coupe de France en 2019. Il aura disputé 117 matchs marquant 615 buts et terminant chaque saison meilleur buteur de l'équipe.

### Saint-Raphaël
En 2020, il s'engage pour deux ans avec Saint-Raphaël. Pourtant, il demande en octobre 2021 à rompre son contrat, d'un commun accord avec le club varois, afin de se rapprocher de sa famille au Monténégro.

## Palmarès

### En clubs
Compétitions internationales
- Troisième de la Ligue des champions en 2016

Compétitions nationales
- Vainqueur du Championnat de Bosnie-Herzégovine (6) : 2003, 2006, 2007, 2008, 2009 et 2010
- Vainqueur de la Coupe de Bosnie-Herzégovine (6) : 2003, 2004, 2008, 2009, 2010 et 2011
- Vainqueur du Championnat de Slovénie (2) : 2012 et 2013
- Vainqueur du Championnat de France (2) : 2015 et 2016
- Vainqueur de la Coupe de France (3) : 2014, 2015 et 2019
- Vainqueur de la Coupe de la Ligue (1) : 2016
- Vainqueur du Trophée des champions (2) : 2014, 2015

### Distinctions individuelles
- Élu meilleur ailier droit du championnat de France en 2019